# Сергей Михалков
Сергей Владимирович Михалко̀в е съветски и руски писател, автор на детски книжки и сатирични басни.
В рамките на 60 години става автор на текста на двата химна на СССР (от 1944 и от 1990 г.), както и на химна на Русия.

## Биография
Ражда се в семейството на Владимир Александрович Михалков и Олга Михайловна (по баща Глебова). Произлиза от благородническото семейство Михалкови, предците му са царски адмирали и управници.
От 1930-те години е в съперничество с Корней Чуковски и Агния Барто. Неговите стихотворения за изключително високия Чичо Стьопа (Дядя Стёпа) се радват на особена популярност сред децата.
На 29 години, през 1942 г., творчеството на Михалков привлича вниманието на съветския лидер Йосиф Сталин, който му поръчва написването на текста на новия химн. Освен националния химн Михалков написва и голям брой сатирични пиеси и сценарии за няколко съветски комедии.
Живее в Москва. На 90-годишния му юбилей през 2003 г. президентът В. Путин лично го посещава в дома му и му връчва „Орден за служба на Отечеството“ 2-ра степен, като изтъква приноса му към руската култура. Михалков е и носител на орден „Ленин“ и званието „Герой на социалистическия труд“ за произведенията му от съветския период.
През 1936 г. Михалков се жени за Наталия Петровна Кончаловская (1903 – 1988), внучка на художника Василий Суриков. Бракът им продължава 53 години, до нейната смърт. Раждат им се 2 сина, станали известни кинорежисьори – Андрей Кончаловски и Никита Михалков. Имат и осиновена дъщеря Екатерина (омъжва се за писателя Юлиан Семьонов, сценарист на сериала „Седемнадесет мига от пролетта“, играл във филма „Соларис“).
Сергей Михалков се жени през 1997 г. за Юлия Валериевна Суботина (1961), професор по физика, дъщеря на академик Валерий Суботин.
Михалков умира в съня си на 96-годишна възраст в московска болница. Погребан е с пълни военни почести.

## Творчество

### Драматургия
- Том Кенти (1938) Комедия по мотиви от Марк Твен
- Особое задание (1946)
- Весёлое сновидение (1946)
- Красный галстук (1947)
- Я хочу домой (1949)
- Илья Головин (1949) Пиеса
- Зайка-зазнайка (1953)
- Раки (1953) Сатирична комедия
- Чужая роль (1954)
- В одном купе (1954) Сатирично представление
- Как медведь трубку нашёл (1954)
- Охотник (1955)
- Памятник себе… (1959) Сатирична комедия
- Сомбреро (1957)
- Дикари (1958)
- Эцитоны бурчелли (1961)
- Осторожно, листопад! (1961)
- Забытый блиндаж (1963)
- Трусохвостик (1966) Пиеса за деца
- Первая тройка или Год 2001-й. (1970)
- Дорогой мальчик (1971)
- Балалайкин и К° (1974) Пиеса (по романа на Михаил Салтиков-Шчедрин „Современная идиллия“)
- Пощёчина (1973) Пиеса
- Пена (1975) Комедия на нравите
- Пассаж в пассаже (1977) Пиеса (по мотиви от разказа на Фьодор Достоевски „Крокодил“)
- Два „фитиля“ (1978)
- Всё могут короли (1982) Сатирична комедия
- Что написано пером (1984) Сатирична комедия

### Сценарии за филми
- 1941 – Фронтовые подруги
- 1942 – Бой под Соколом
- 1942 – Боевой киносборник № 12
- 1948 – Красный галстук – по едноименната пиеса
- 1949 – У них есть Родина – по пиесата „Я хочу домой“
- 1958 – Шофёр поневоле
- 1958 – Новые похождения Кота в сапогах
- 1959 – Сомбреро – по едноименната пиеса
- 1960 – Леон Гаррос ищет друга
- 1963 – Три плюс два – по пиесата „Дикари“
- 1972 – Комитет девятнадцати
- 1972 – Вид на жительство
- 1974 – Дорогой мальчик – по едноименната пиеса
- 1974 – Большое космическое путешествие – по пиесата „Первая тройка, или Год 2001“
- 1975 – Меняю собаку на паровоз – по пиесата „Чужая роль“
- 1979 – Пена – по едноименната пиеса

### Стихосбирки
- А что у вас
- Дядя Стёпа
- Мы с приятелем
- Будь человеком
- Разговор с сыном
- Слова и буквы
- Хижина дяди Тома
- Школа
- Я тоже был маленьким
- Для больших и маленьких